# أماني جادو
أماني جادو (26 أكتوبر 1939 - 6 ديسمبر 2020) هي ممثلة ومغنية مصرية.

## حياتها
يسرية محمد مصطفى جادو ولدت بالإسكندرية 26 أكتوبر سنة 1939، تميزت بأغانيها الجميلة المرحة الخاصة بالأفراح، والتحقت بالفرقة الغنائية الاستعراضية وتدرجت فيها حتى وصلت الى درجة فنان ممتاز، وشاركت بالغناء في مسرحية الليلة العظيمة مع المخرج فؤاد الجزايرلي، ومن خلال الفرقة شاركت في العديد من الأوبريتات، وكانت لها شقيقة متزوجة من المغني عبد اللطيف التلباني، الذي توفيت شقيقتها معه بحادثة اختناق من الغاز بشقتهم.

## أعمالها
- من أشهر أغانيها (يا أرض إرسي، حلاوة عروستنا، ليالي الفرح، عرايس القنال).[8]
- شاركت بالتمثيل في 9 أعمال فنية بدأتها في سبعينيات القرن الماضي بالمشاركة في السهرة التلفزيونية طلقة رصاص وكانت أخر الأعمال التي شاركت بها عام 2000 بفيلم لا مؤخذاة يا دعبس[9]، والفيلم من تأليف وإخراج إسماعيل حسن.[10]
- شاركت في ثمانينيات القرن الماضي في مسلسل البشاير والمسلسل من تأليف الكاتب والسيناريست وحيد حامد وإخراج سمير سيف، وكانت مشاركتها خلال أحداث المسلسل بالغناء.[11]
- عملت مع العديد من الملحنين حلمي امين _ حلمي بكر _ بليغ حمدي_ سيد مكاوى _منير مراد _ عبداللطيف التلبانى_ فريد البابلى _ حسن إش إش _ عمرو العشماوى ).

## وفاتها
أصيبت بجزع في القدم قبل الوفاة بيوم واحد، وجبّرت قدمها، ولكنها امتنعت تمامًا عن تناول الطعام ورفضت حتى تناول الماء، وكانت تعاني من ألم شديد، ثم ساءت حالتها في اليوم التالي ونقلت إلى قصر العيني وتوفيت 6 ديسمبر 2020.

### أغانيها
شاركت في العديد من الأوبريتات من خلال الفرقة، في الدول العربية و حفلات أضواء المدينة، وقدمت العديد من حفلات أعياد ميرى لاند ودار الاوبرا.
- يا أرض إرسي
- حلاوة عروستنا
- ليالي الفرح
- عرايس القنال مأذون حتتنا
- معرفش ادق الكسبرة
- شمس العصارى
- بنت مصراوية
- أمي
- اهلآ رمضان
- يا شوق الصبايا
- استنى استنى
- انا بتمنا
- ايه كل ده ،
- يا ابو البلدى ،
- الحب جمع احبابه
- انا عزماك على فنجان شاي
- العروسه مهلبيه
- تحت العنبايه
- طير الغيه طيرى
- لمه القمر ندانى
- الجدع جارنا
- ازيك يا قمر
- سلم سلام من القلب
- فرفشه
- حادى بادى
- أبين زين أبين
- أهلآ يا ربيع
- عيد الميلاد
- دائمآ فنان يا زمالك
- أهلي أهلي
- كداب
- ده حرام
- دندشه
- اديني الحب
- دورة دورة
- مرحب يا رمضان
- على مكه
- يارب القدره
- اللهم
- سكه سفر
- دنيا
- شد الاستيك
- ولع ليه البطارية
- اه يا زمان
- مش قوى كده
- أرهابي لا مصري افتخر
- كانت اخر أغانيها .. في كلمتين أنتى وكانت تعبر الأغانية عن حبها لمصر و كانت اهداء للتليفزيون المصري.